# Alajuela (canton)
Pour les articles homonymes, voir Alajuela (homonymie).
Alajuela est le nom du premier canton dans la province d'Alajuela au Costa Rica. Il couvre une superficie de 388.43 km², pour une population de 222 853 habitants. La chef-lieu du canton est la ville d'Alajuela.

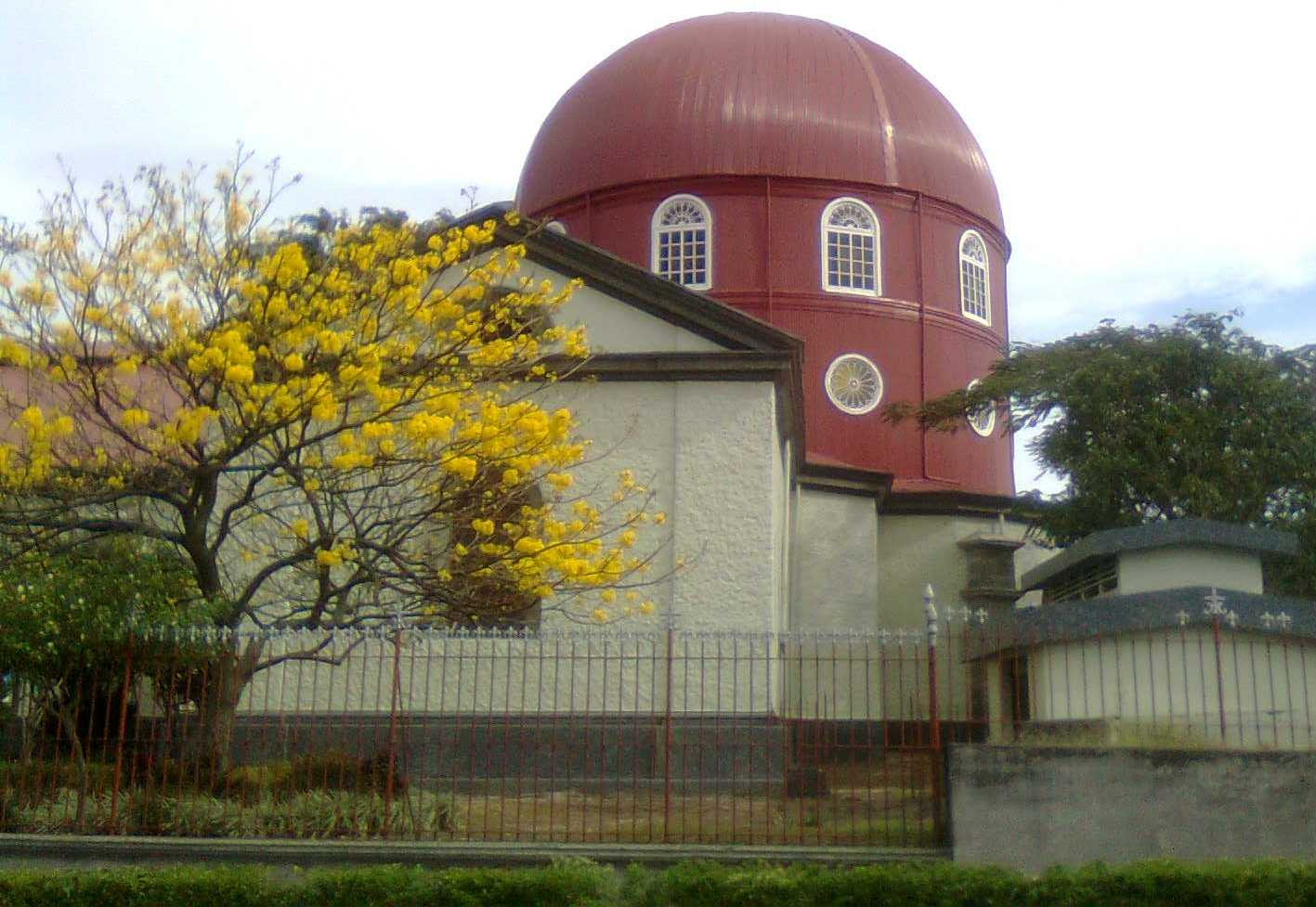
Dôme de la cathédrale d'Alajuela

## Géographie
Le canton est situé au cœur de la Vallée Centrale. 

## Composition
Le canton d'Alajuela est divisé en 14 districts :
| Code Inec | District     | Population (2000) | Densité (hab./km²) | Superficie |
| --------- | ------------ | ----------------- | ------------------ | ---------- |
| 20101     | Alajuela     | 42 889            |                    |            |
| 20102     | San José     | 35 405            |                    |            |
| 20103     | Carrizal     | 6 455             |                    |            |
| 20104     | San Antonio  | 22 094            |                    |            |
| 20105     | Guácima      | 15 450            |                    |            |
| 20106     | San Isidro   | 16 247            |                    |            |
| 20107     | Sabanilla    | 8 335             |                    |            |
| 20108     | San Rafael   | 19 162            |                    |            |
| 20109     | Río Segundo  | 11 036            |                    |            |
| 20110     | Desamparados | 21 075            |                    |            |
| 20111     | Turrúcares   | 5 986             |                    |            |
| 20112     | Tambor       | 9 370             |                    |            |
| 20113     | La Garita    | 6 856             |                    |            |
| 20114     | Sarapiquí    | 2 493             |                    |            |
|           | Alajuela     | 222 853           | 574                | 388.43     |